# BMW G22
Der BMW 4er (interne Bezeichnung: G22 – Coupé, G23 – Cabriolet, G26 – Gran Coupé) ist ein Mittelklasse-Auto des Automobilherstellers BMW.

## Geschichte

### Concept 4
Auf der Internationalen Automobil-Ausstellung im September 2019 wurde mit dem Konzeptfahrzeug Concept 4 ein zweitüriges Coupé vorgestellt, das einen Ausblick auf einen Nachfolger des BMW F32 geben sollte. Insbesondere über die große vertikale BMW-Niere an der Front wurde in den Medien viel diskutiert. Laut Hersteller soll sie „dem Fahrzeug einen eigenen Charakter und eine hohe Exklusivität geben“.

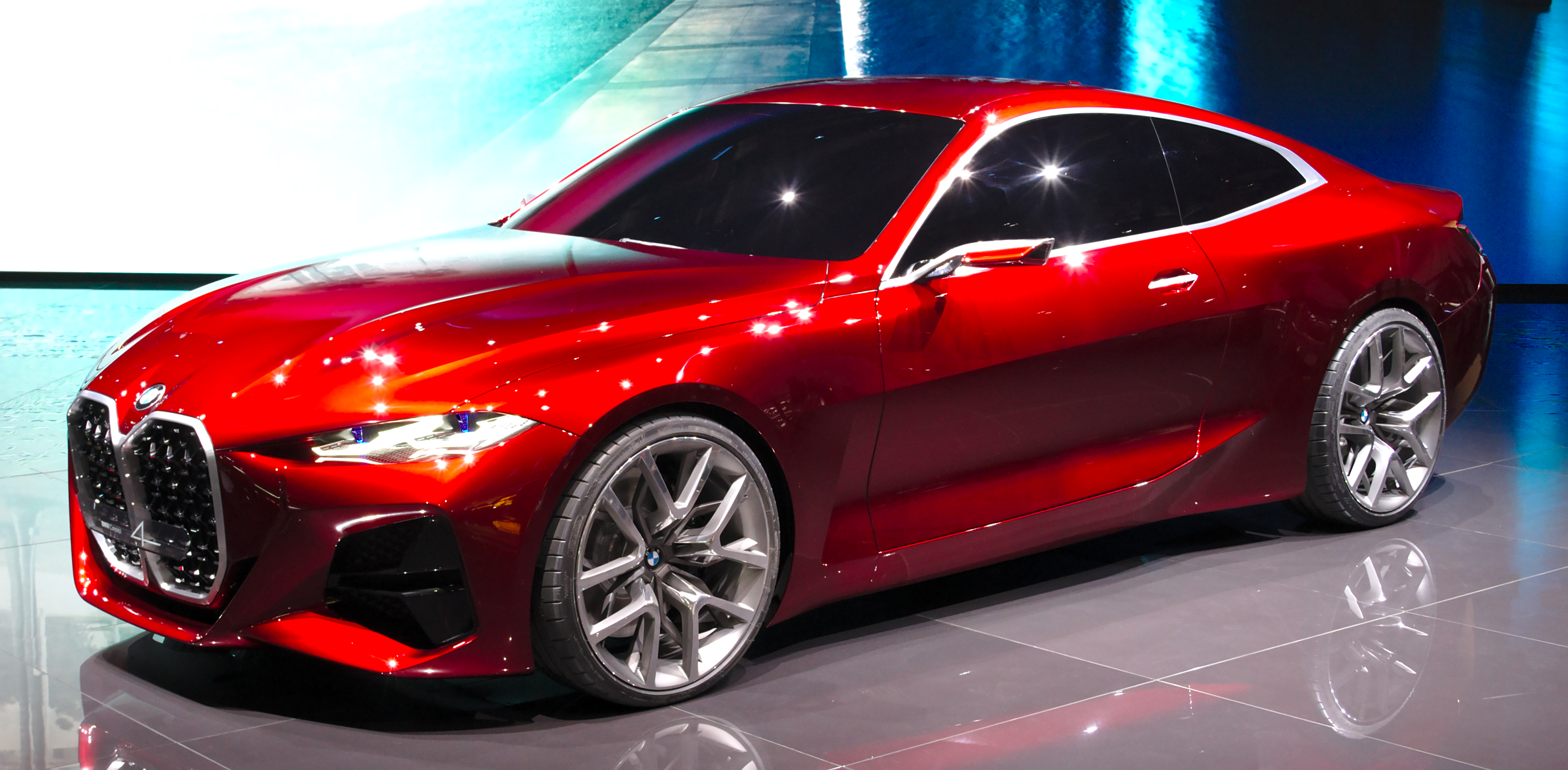
Concept 4
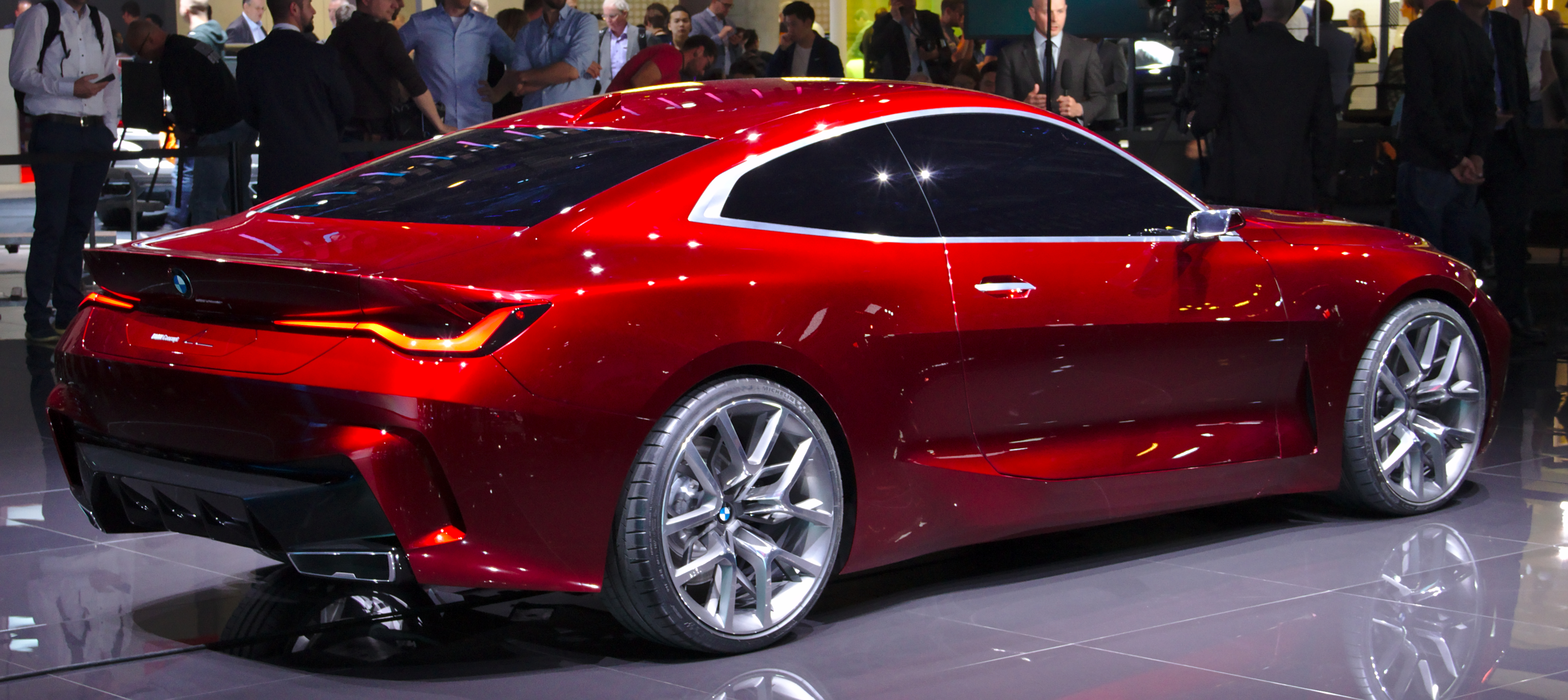
Heckseitenansicht des Concept 4

### G22: Coupé
Am 2. Juni 2020 präsentierte BMW das Coupé G22. Die technische Basis liefert der G20 der BMW 3er-Reihe mit der CLAR-Plattform. Von diesem unterscheidet sich der G22 insbesondere durch ein sportlicheres Design mit Formelementen des BMW G15. Auch die vom Konzeptfahrzeug bekannte Niere bleibt der 4er-Reihe und dem M3 vorbehalten. Es habe vorher auch Kundenbefragungen gegeben. Das Fahrzeug erreicht einen cw-Wert bis zu 0,22. Es wurden gegenüber der Dreier-Limousine (MacPherson-Federbein-Vorderachse mit getrennt angelenkten Querlenkern und Zugstreben sowie Fünflenker-Hinterachse) auch fahrwerkstechnische Anpassungen wie an den hubabhängigen Dämpfern vorgenommen, Versteifungen zugefügt; weiter liegt der Schwerpunkt etwa 2 cm niedriger. Am 24. Oktober 2020 begannen die Auslieferungen des im BMW-Werk Dingolfing produzierten Coupés.
Auf Basis der Baureihe wurde am 23. September 2020 der BMW M4 Coupé (G82), das mit dem Sportmotor S58 ausgestattet ist, vorgestellt. Einen Monat später präsentierte BMW das auf 150 Exemplare limitierte Sondermodell M4 Competition x KITH Edition. Marktstart war im März 2021. Auf 1000 Exemplare limitiert ist das im Mai 2022 auf dem Concorso d’Eleganza Villa d’Este vorgestellte Modell M4 CSL. Es ist mit 405 kW (550 PS) das stärkste Modell der Baureihe. Der M4 hat mit dem G22 nur Türen und Heckdeckel gemeinsam, darüber hinaus erfolgten einige Versteifungen, die allerdings auch das Gewicht um insgesamt 38 kg erhöhten. Auf fünfzig Exemplare limitiert ist der im November 2022 präsentierte BMW 3.0 CSL, der die Technik des M4 CSL nutzt und eine sogenannte Hommage an das gleichnamige Modell auf Basis der E9-Baureihe ist. Er nutzt auch den S58-Motor, der mit 412 kW (560 PS) aber nochmals 7,5 kW (10 PS) leistungsstärker ist. Die gleiche Leistung wie der M4 CSL hat der M4 CS, der im Mai 2024 vorgestellt wurde. Ihn gibt es aber statt mit Hinterrad- mit Allradantrieb.

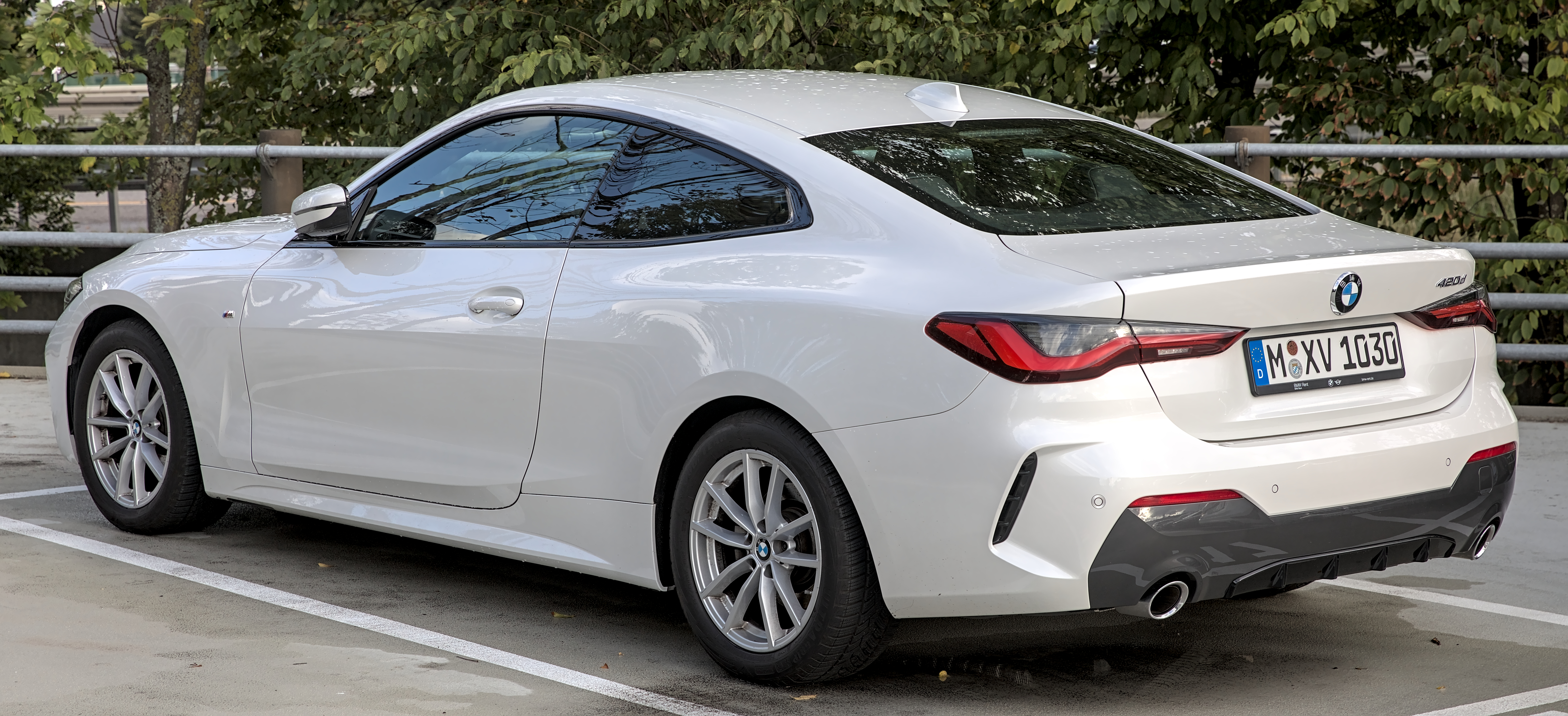
Heckansicht
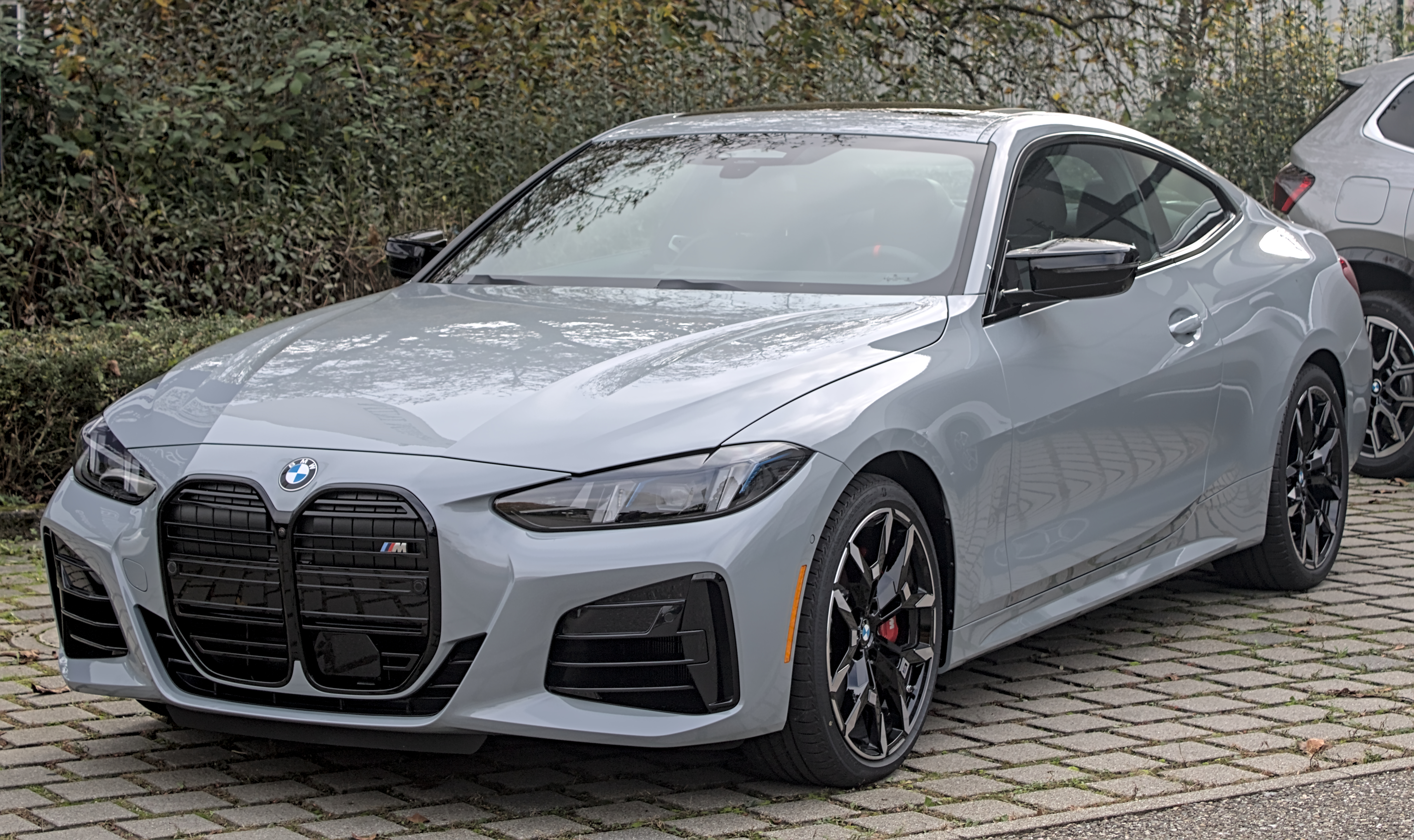
BMW G22 (seit 2024)
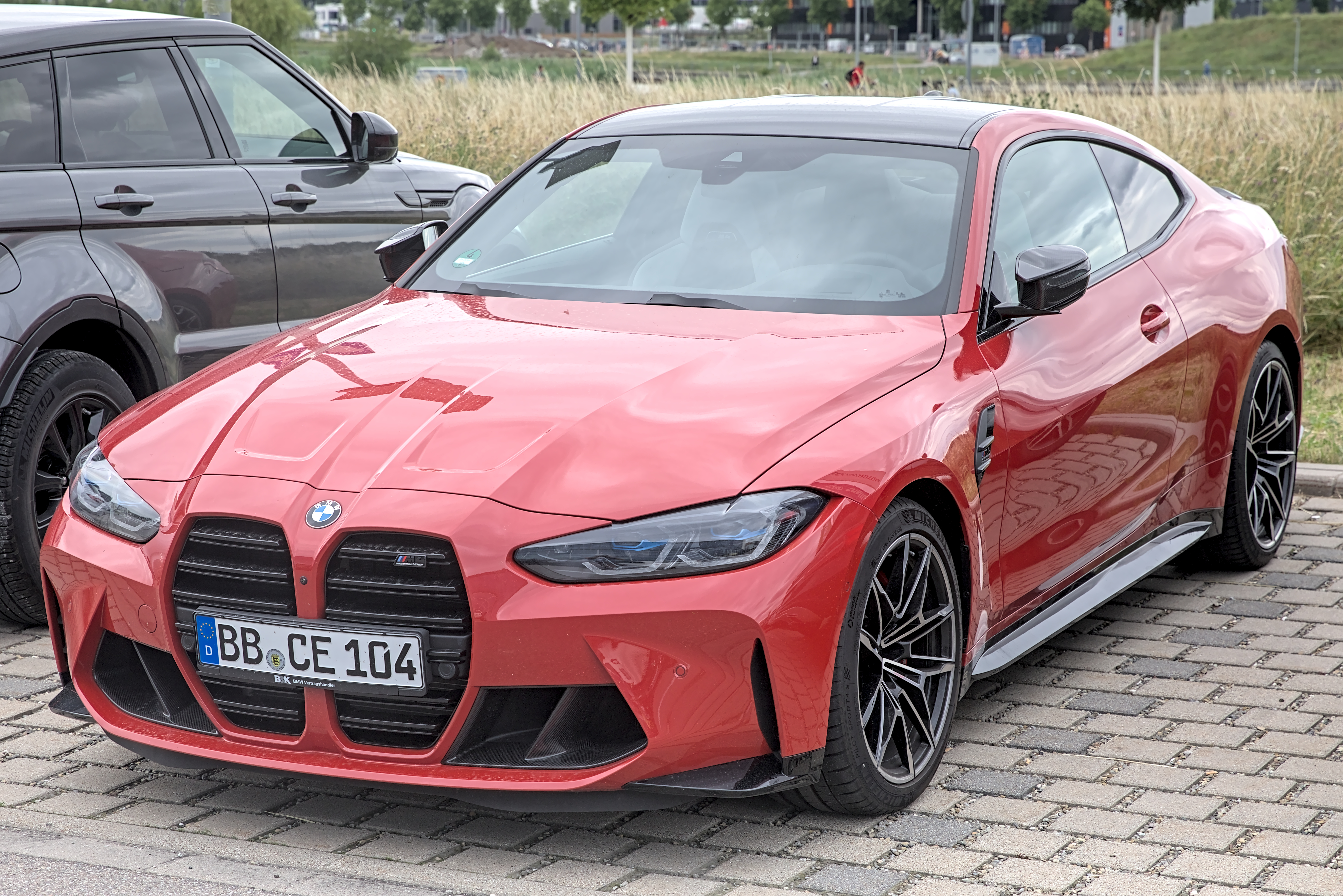
BMW M4 (G82)
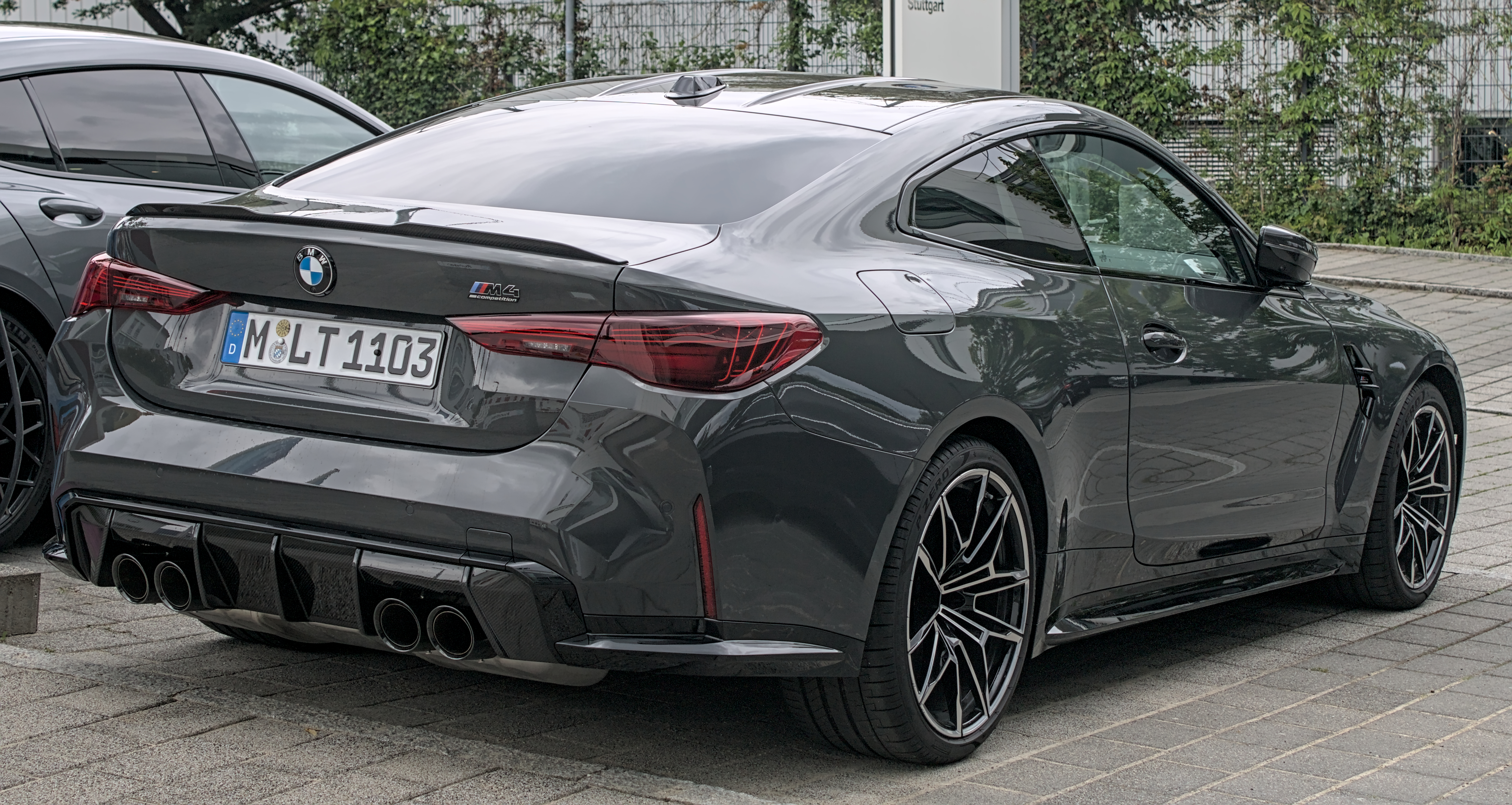
BMW M4 (G82), Heck nach Modellpflege mit aufpreispflichtigen „Laserrücklichtern“

### G23: Cabriolet
Das Cabriolet G23 wurde am 30. September 2020 vorgestellt. Es wird auch in Dingolfing produziert und wird seit März 2021 an die Kunden ausgeliefert. Im Gegensatz zum Vorgängermodell hat es ein gut gedämmtes Stoffdach, um das Mehrgewicht durch die 48V-Mild-Hybridtechnik abzufangen. Auch das Cabriolet wird als M4 angeboten. Es wurde offiziell am 26. Mai 2021 vorgestellt und kam im Juli 2021 auf den Markt.

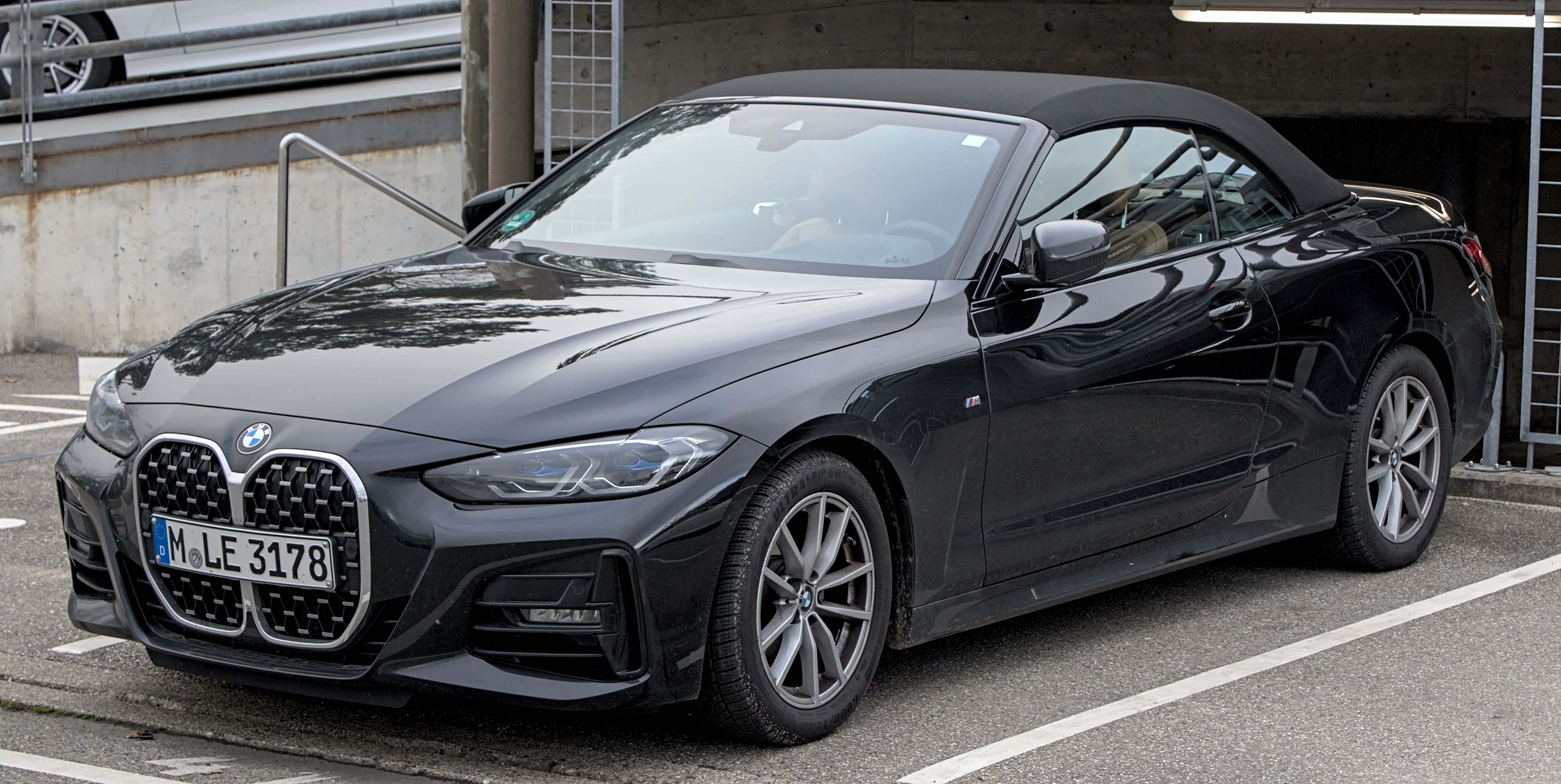
BMW G23 (2021–2024)
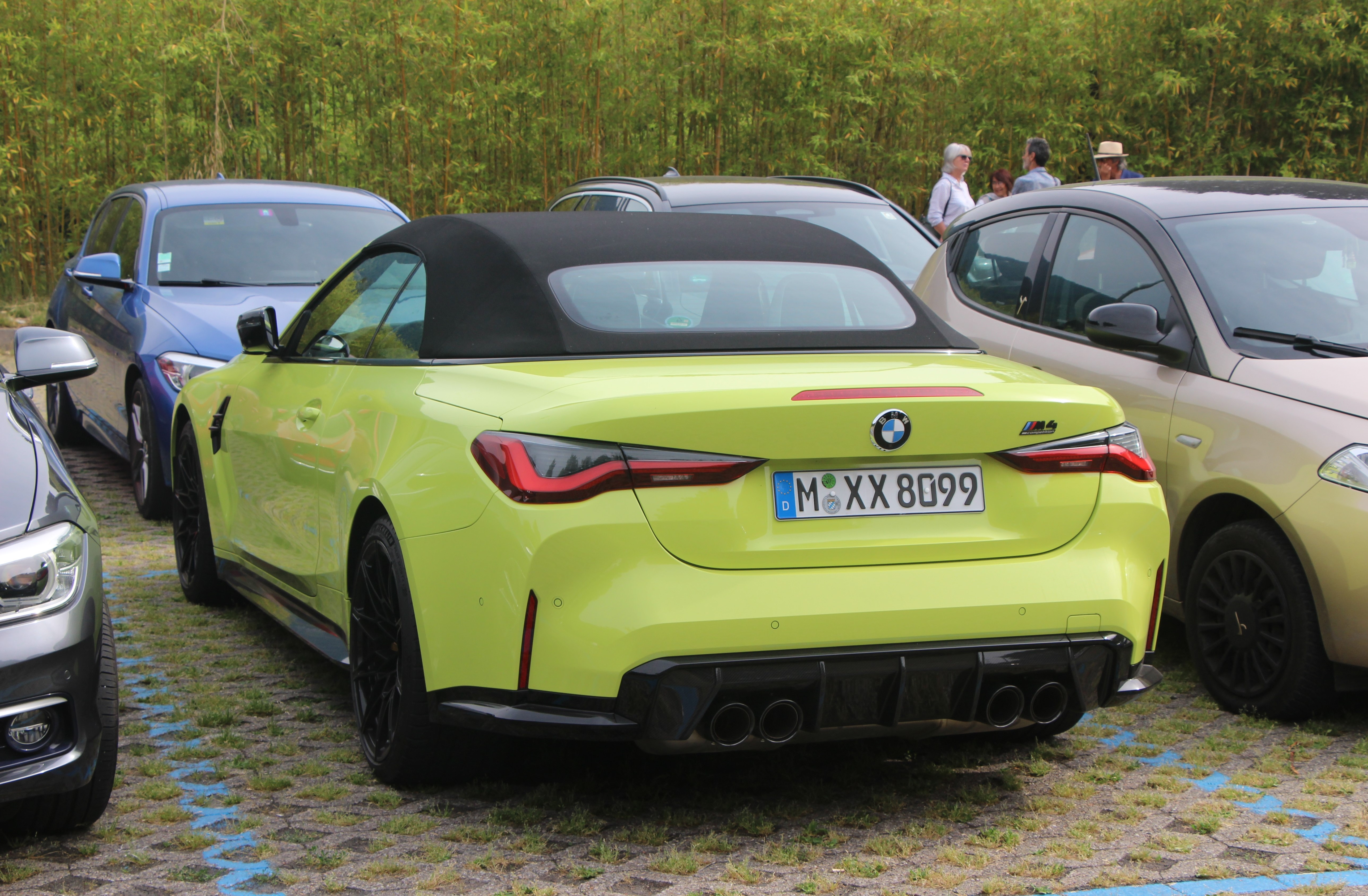
BMW M4 (G83)
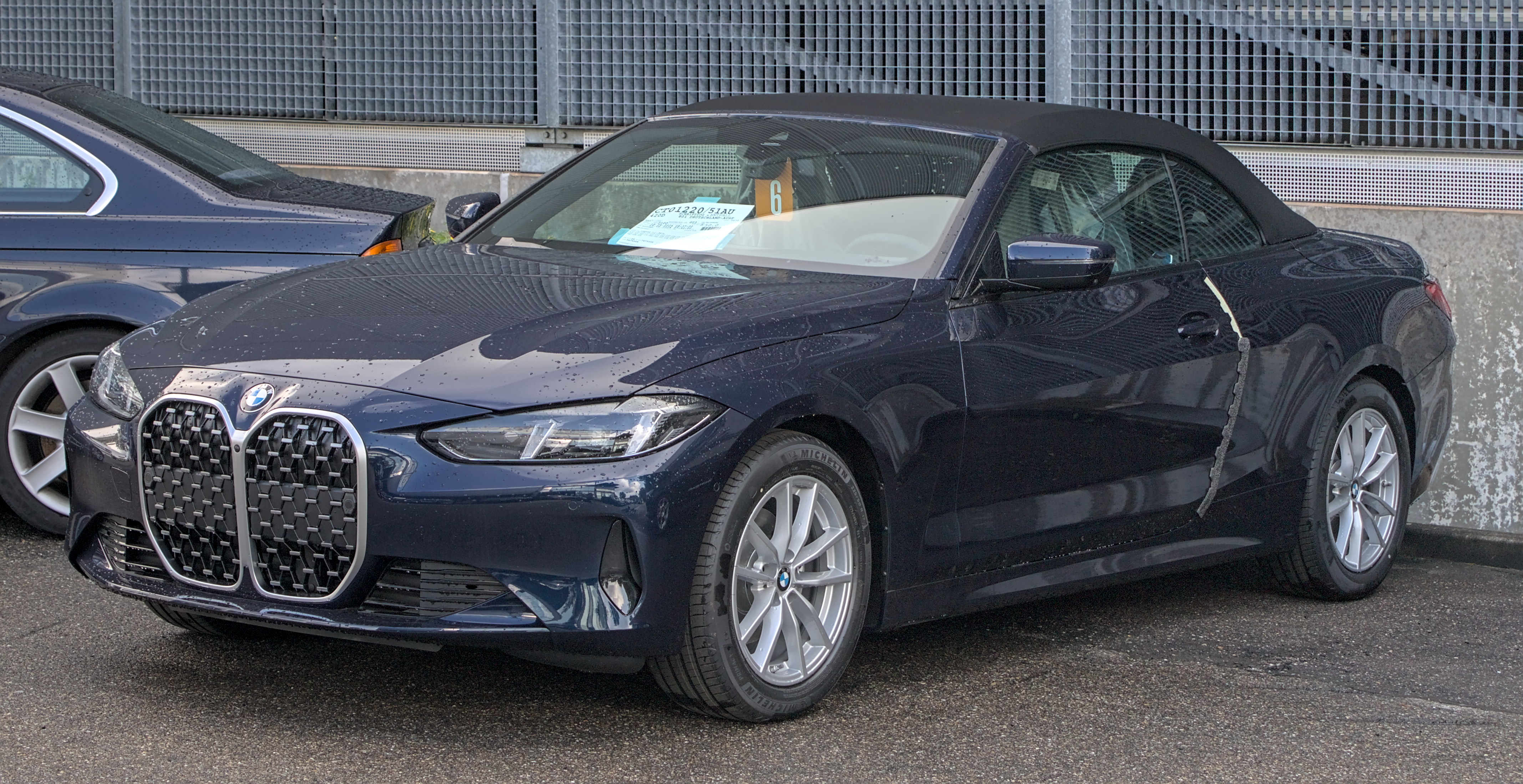
BMW G23 (seit 2024)
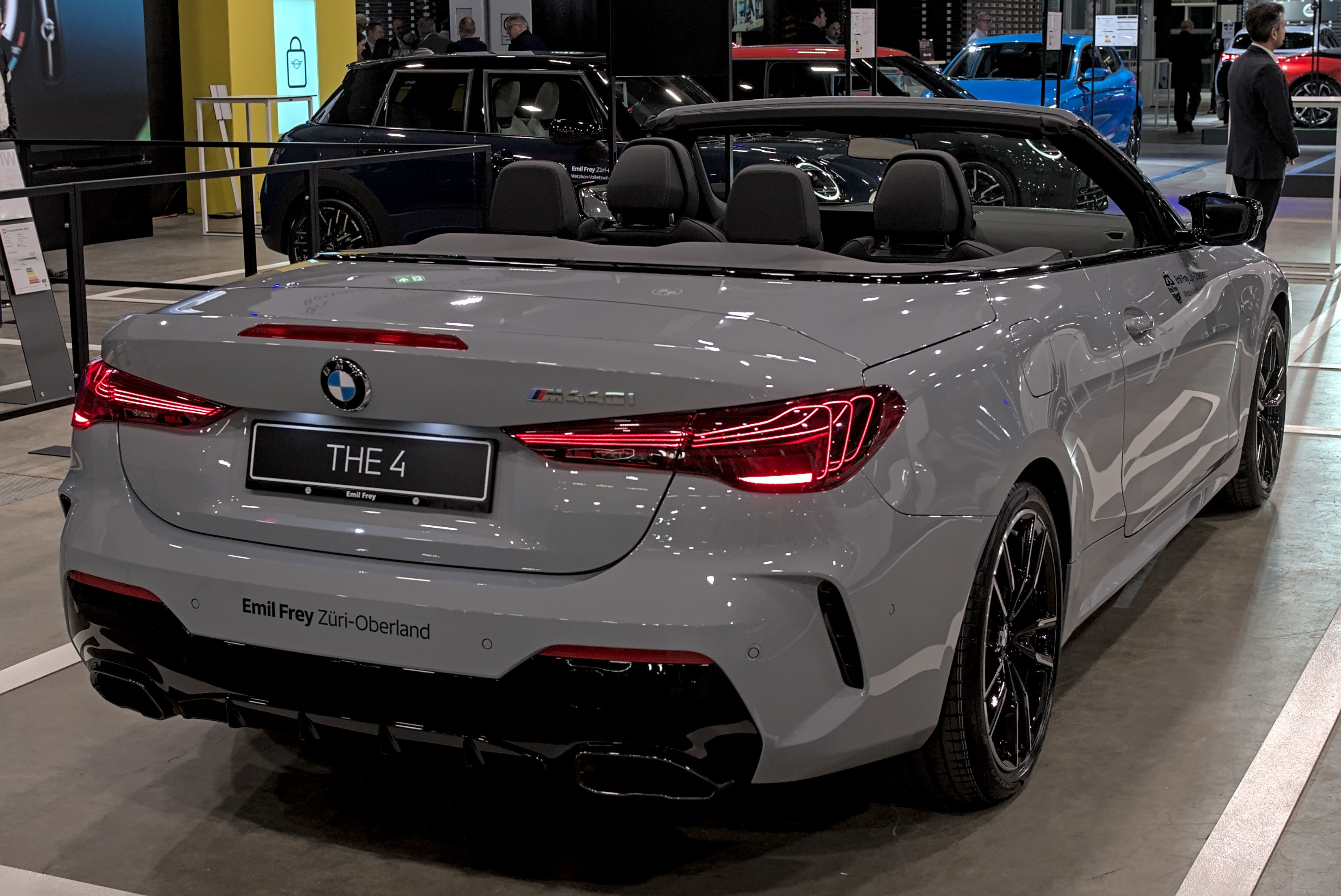
Heckansicht mit aufpreispflichtigen „Laserrücklichtern“
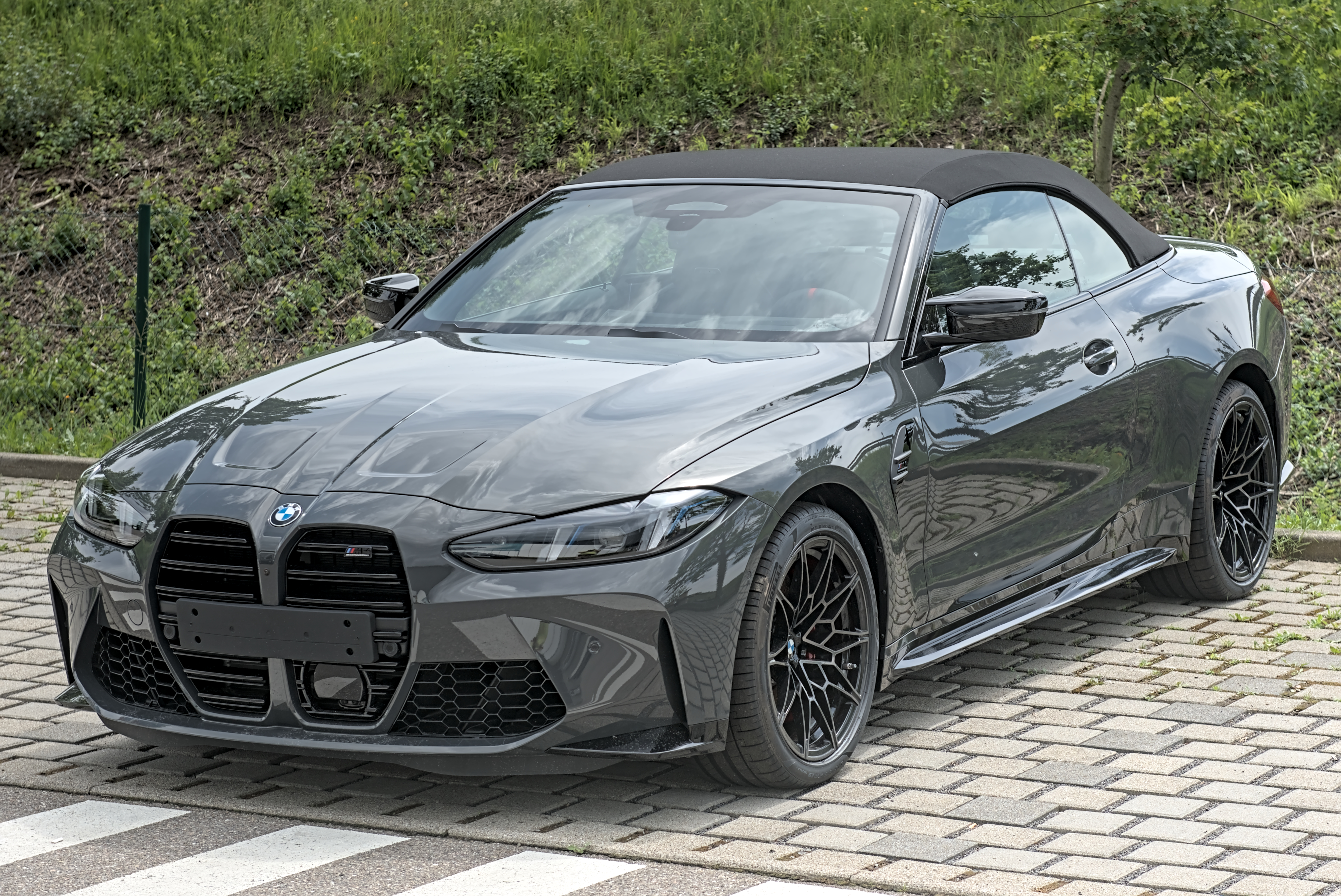
BMW M4 (G83), Modellpflege

### G26: Gran Coupé
Auch eine viertürige Schräghecklimousine (Gran Coupé) ist erhältlich; ihre interne Bezeichnung ist G26. Sie wurde am 9. Juni 2021 vorgestellt und kam im November 2021 auf den Markt. Der cw-Wert wurde gegenüber dem Vorgänger verbessert und beträgt 0,26. Das Fahrwerk mit Versteifungen entspricht dem des zweitürigen Coupés G22.
Auf Basis des Gran Coupé präsentierte Alpina im März 2022 den B4. Er ist auf Wunsch mit einer naturgegerbten Lederinnenausstattung erhältlich. Im Juni 2022 folgte der D4.

### G26: i4
Erstmals gibt es auf Basis der Schräghecklimousine 4er Gran Coupé auch eine batterieelektrisch angetriebene Version mit bis zu 400 kW (544 PS) und 590 km (WLTP) Reichweite namens BMW i4. Mit dem Concept i4 wollte BMW auf dem Genfer Auto-Salon im März 2020 einen ersten Ausblick auf diese Variante zeigen. Wegen der COVID-19-Pandemie wurde der Auto-Salon am 28. Februar 2020 jedoch abgesagt, weshalb die Premiere via Livestream über das Internet erfolgte. Im August 2021 löste der i4 den i8 als Safety-Car beim MotoE World Cup ab. Die Markteinführung des Basismodells und der M50-Variante erfolgte im November 2021.
Die Nachfrage nach dem i4 war überraschend hoch: im Dezember 2021 betrug die Wartezeit neun Monate, so dass bei BMW über Sonderschichten verhandelt wurde. Er wird im BMW-Werk München hergestellt.

#### Technik
Das Fahrzeug nutzt keine Elektrofahrzeug-Plattform, sondern eine modifizierte CLAR-Plattform (CLAR II). Der Elektromotor des normalen i4 (250 kW (340 PS), Drehmoment 430 Nm) wird mit der Größe L bezeichnet, die M-Version verfügt über zwei Mal die Motorgröße M (zusammen 400 kW), wobei die Batteriekapazität für beide Modelle etwa 80 kWh beträgt. Ein Teil der Batteriezellen ist im Kardantunnel untergebracht. Alle Zellen wiegen 561 kg. Die Gleichstromladeleistung beträgt 200 kW, womit eine 80%-Ladung in etwa einer halben Stunde erreicht wird. Das Basismodell eDrive35 hat einen kleineren Akku und der Elektromotor leistet maximal 210 kW (286 PS).

##### Sicherheit
Im Sommer 2022 wurde das Fahrzeug vom Euro NCAP auf die Fahrzeugsicherheit getestet. Es erhielt vier von fünf möglichen Sternen. Bei der Sicherheit für erwachsene Insassen wurden 87 % erreicht, weil u. a. ein Mittenairbag fehlt. Außerdem fehlen Knieairbags vorne und Airbags, die die Hüften der Frontpassagiere bei einem Seitenaufprall schützen. Bei der Sicherheit für Insassen im Kindesalter erhielt das Modell ebenfalls 87 %. Dass in der Gesamtbewertung nur vier Sterne vergeben wurden, lag an den beiden letzten Teilkategorien, dem Schutz von schwachen Verkehrsteilnehmern und den Assistenzsystemen. Zwar verfügt der i4 über eine aktive Fronthaube, die einen harten Aufprall abfängt, allerdings wird die Hüfte von Fußgängern nur wenig geschützt. Außerdem wurde das Fehlen eines automatischen Notbremssystems mit Fußgängererkennung für das Rückwärtsfahren bemängelt. Auch bei der Erkennung von querenden Fußgängern vor einem Abbiegen und querenden Radfahrern bei Geradeausfahrt patzte das System. Gleiches gilt für Radfahrer auf Querstraßen bei verdeckter Sicht. Enttäuscht hat ebenso das schlecht funktionierende Notfall-Spurhaltesystem, während das normale Spurhaltesystem gut abschnitt.

#### M-Version i4
Die M50-Version hat einen Elektromotor je Achse und damit Allradantrieb (vorn 190 kW/258 PS, hinten 230 kW/313 PS, Gesamtdrehmoment 795 Nm). Die Steuerung der Antriebsmomente beider Motoren wurde auf ein möglichst spontanes Ansprechen ausgelegt. Der M50 wurde gegenüber der Hinterradantriebsvariante außen und innen auch optisch modifiziert. Dazu kommt eine Spreizung der klanglichen Untermalung. Diese Version wurde im September 2022 auch als auf sieben Exemplare limitiertes Sondermodell Kith vorgestellt. Im Juli 2025 löst ein M60 mit maximal 442 kW (601 PS) den M50 ab. Das Gesamtdrehmoment bleibt unverändert.

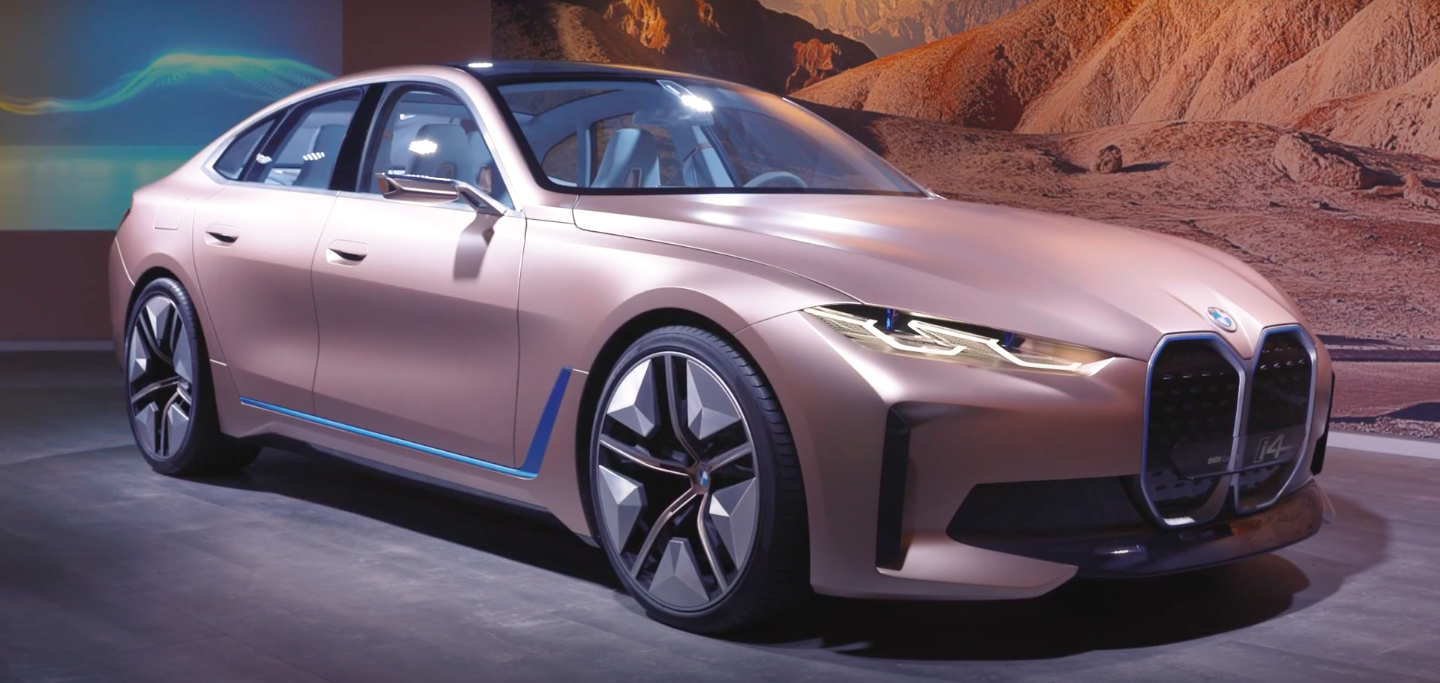
Concept i4
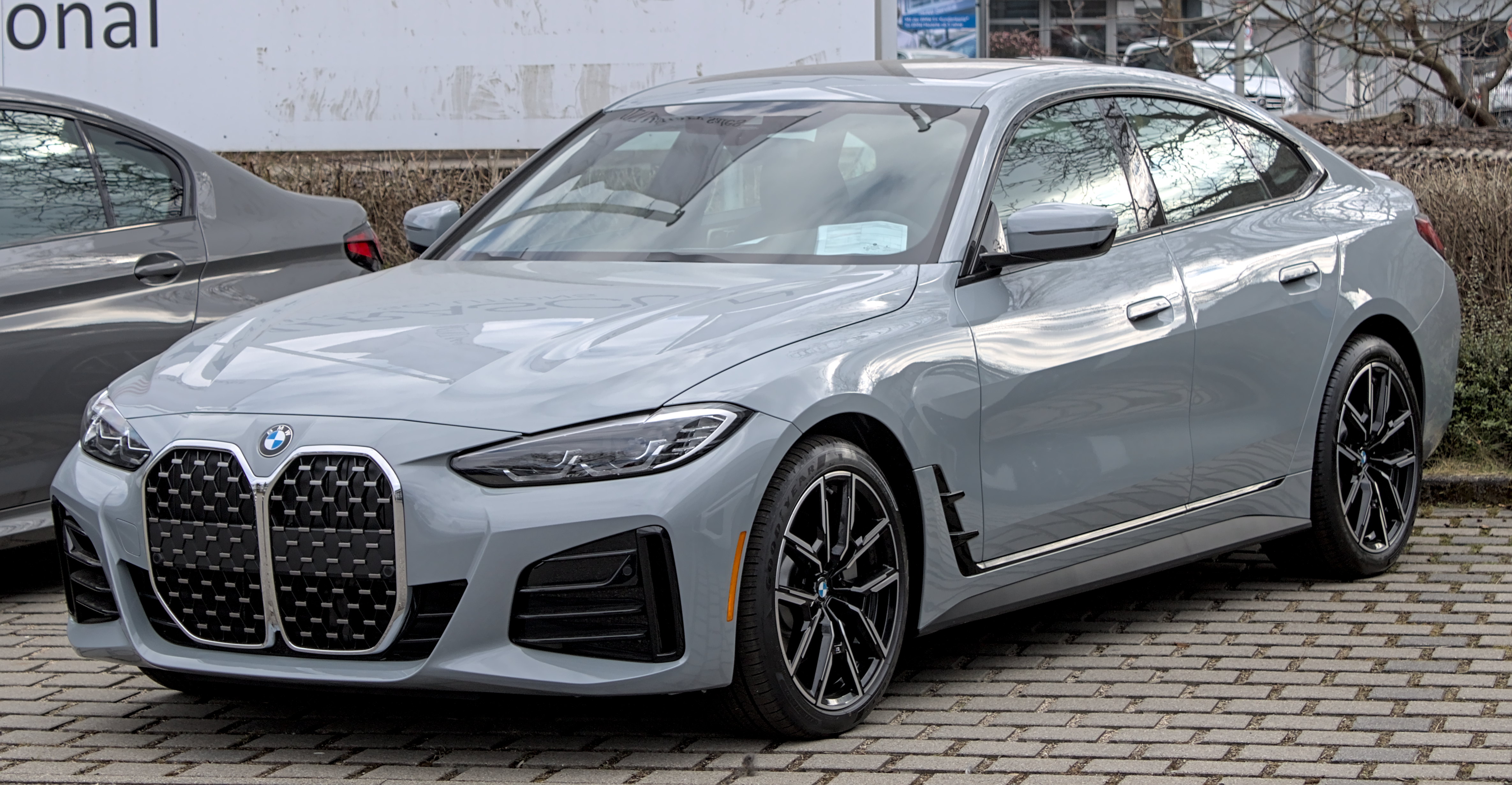
BMW G26 (2021–2024)
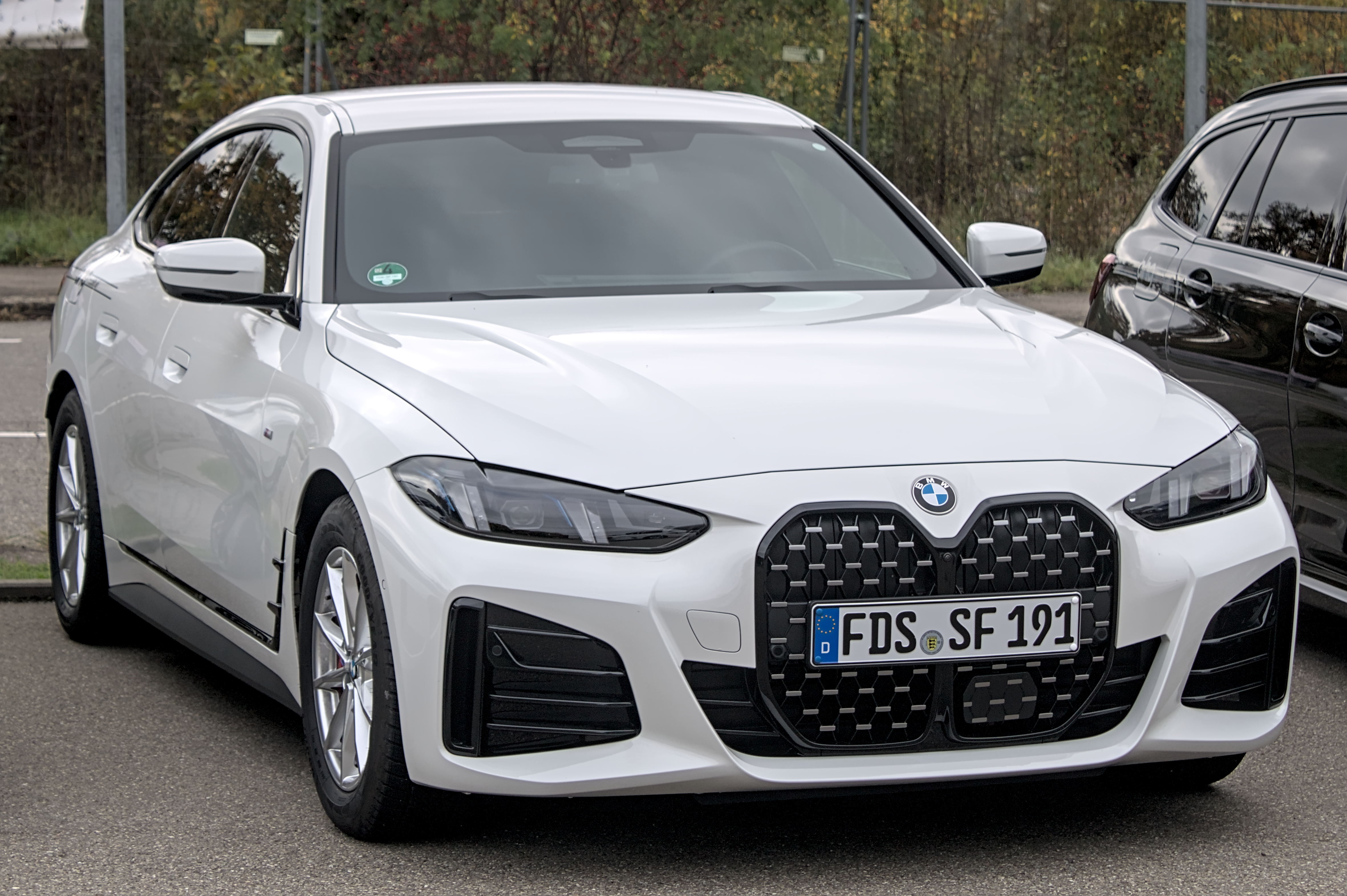
BMW G26 (seit 2024)
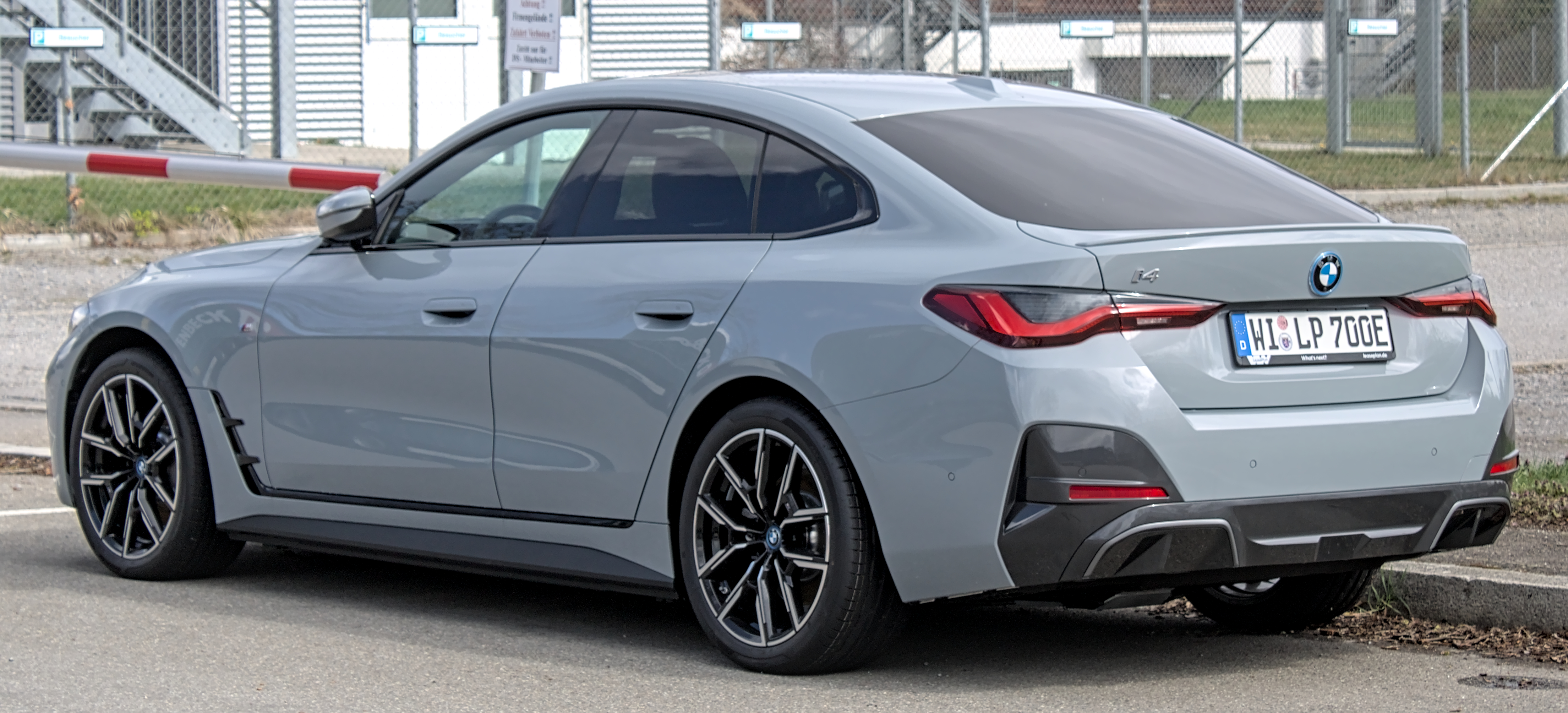
BMW i4 (2021–2024)
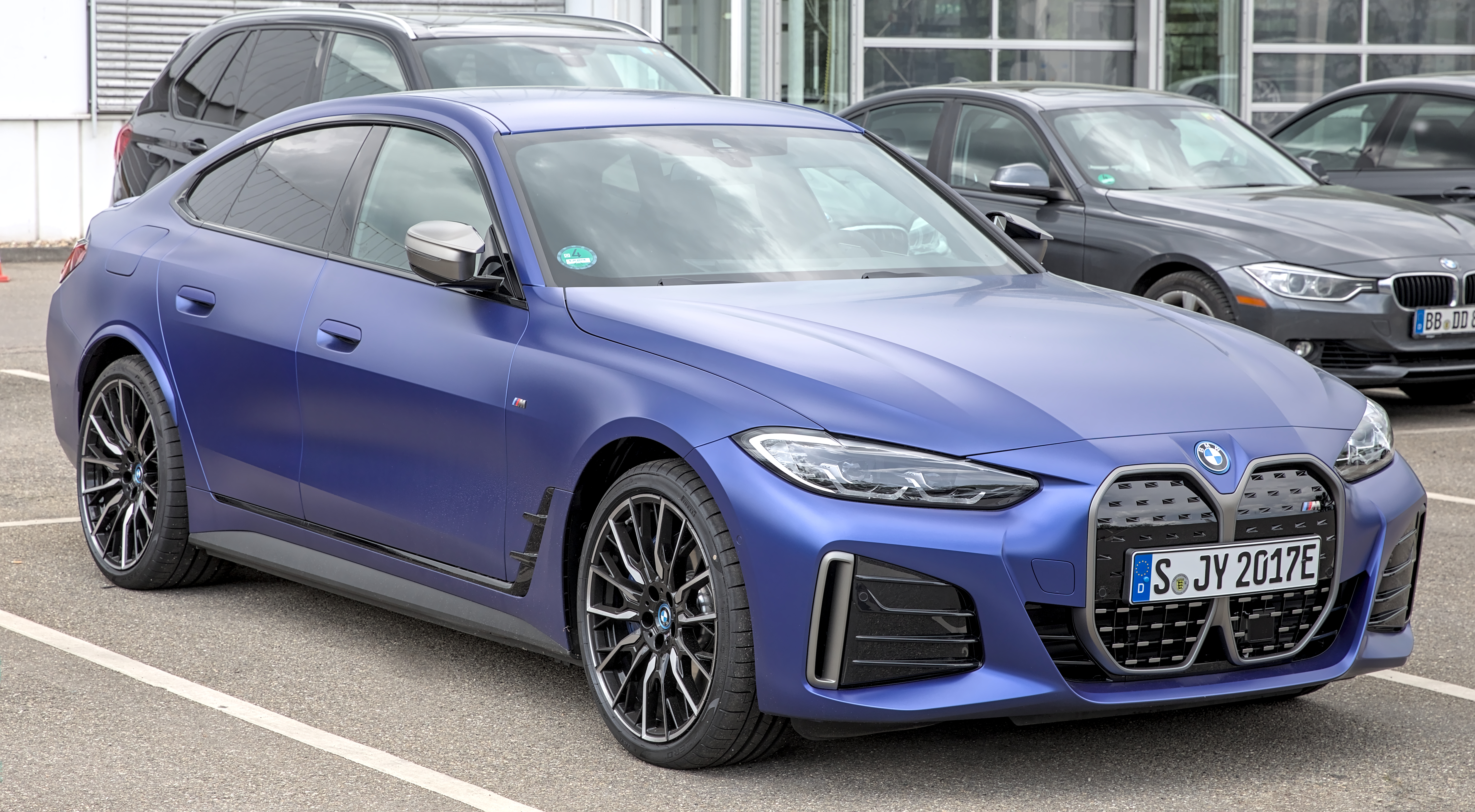
BMW i4 M50 (2021–2024)
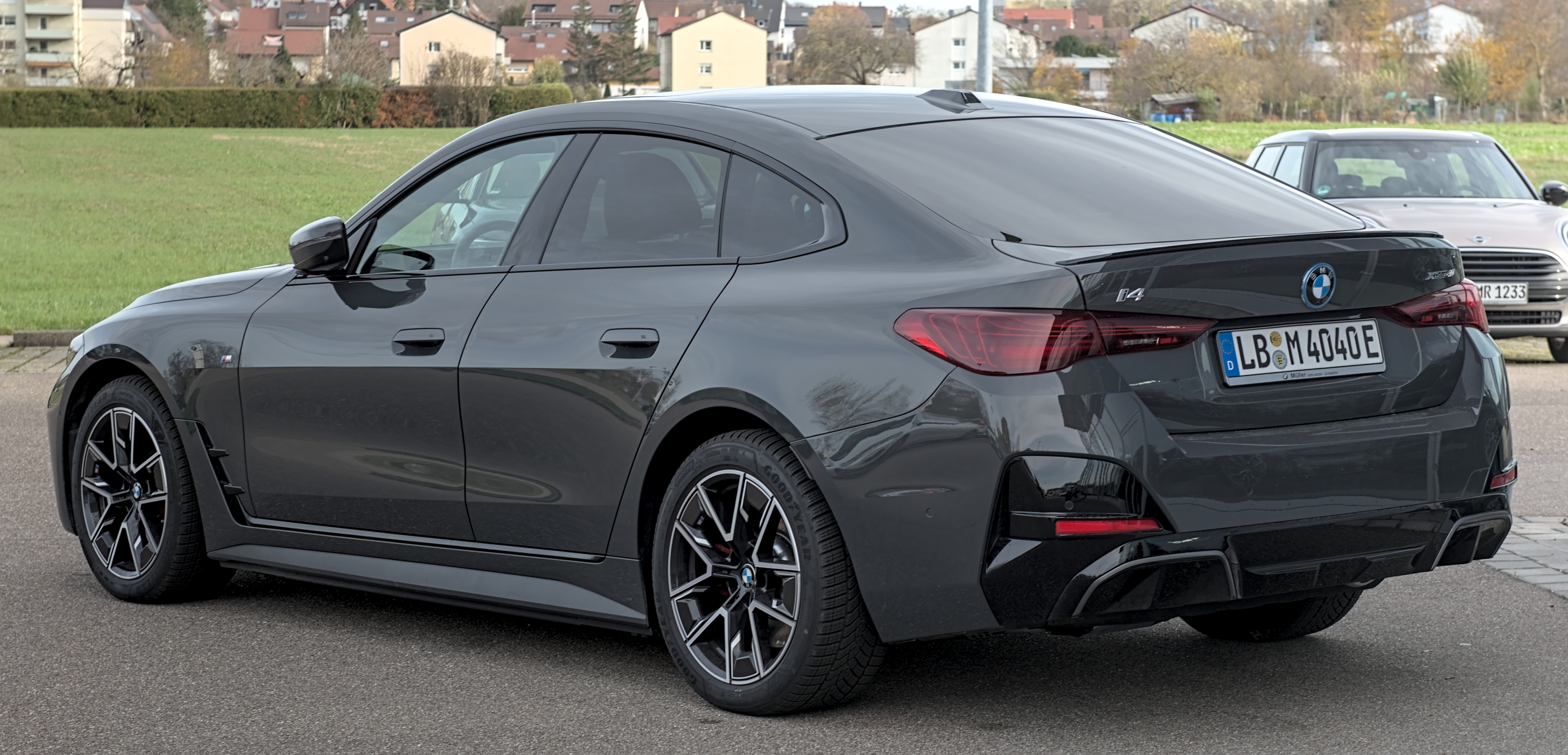
BMW i4 (seit 2024)
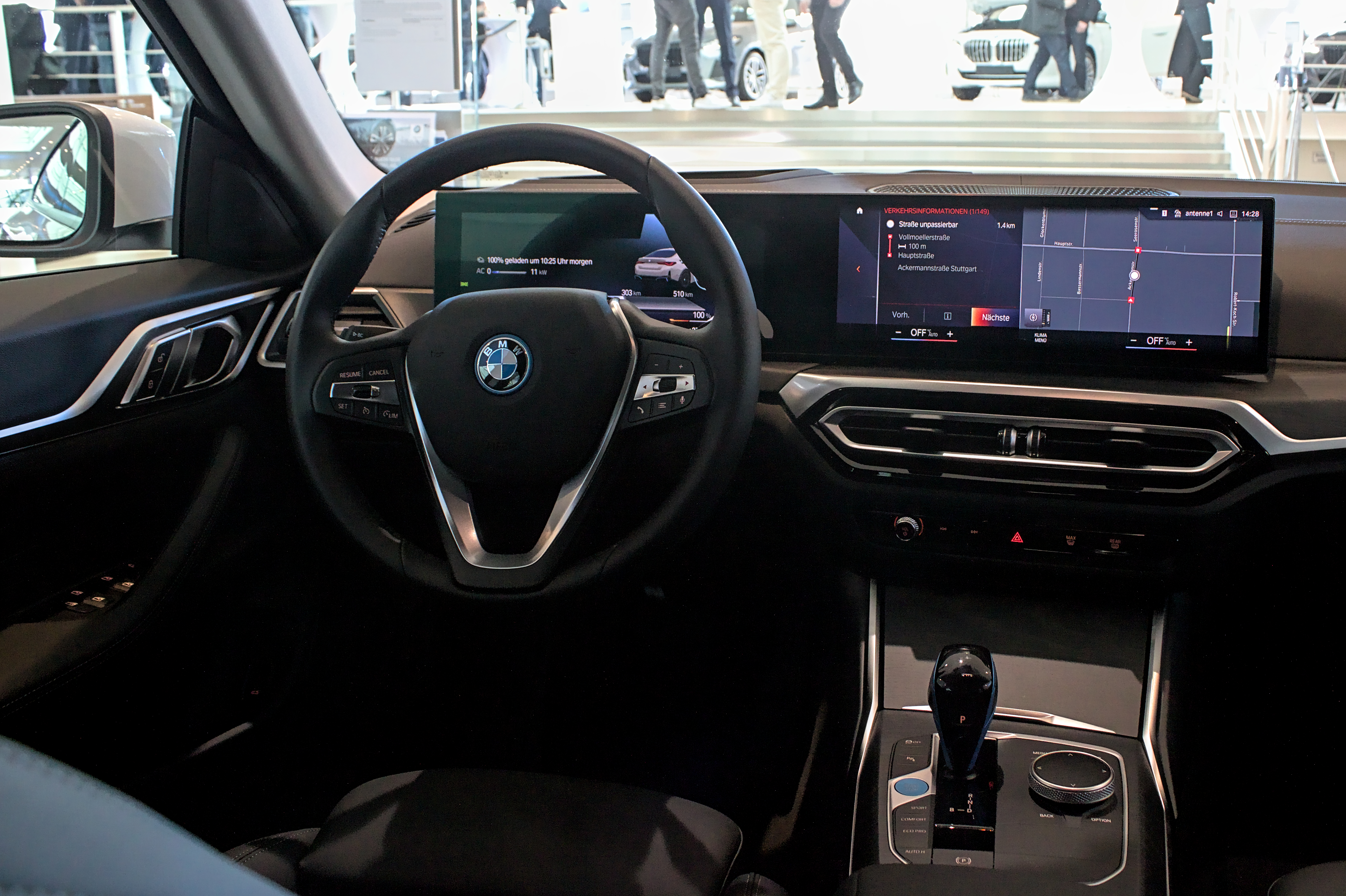
Innenansicht

### Modellpflege 2024

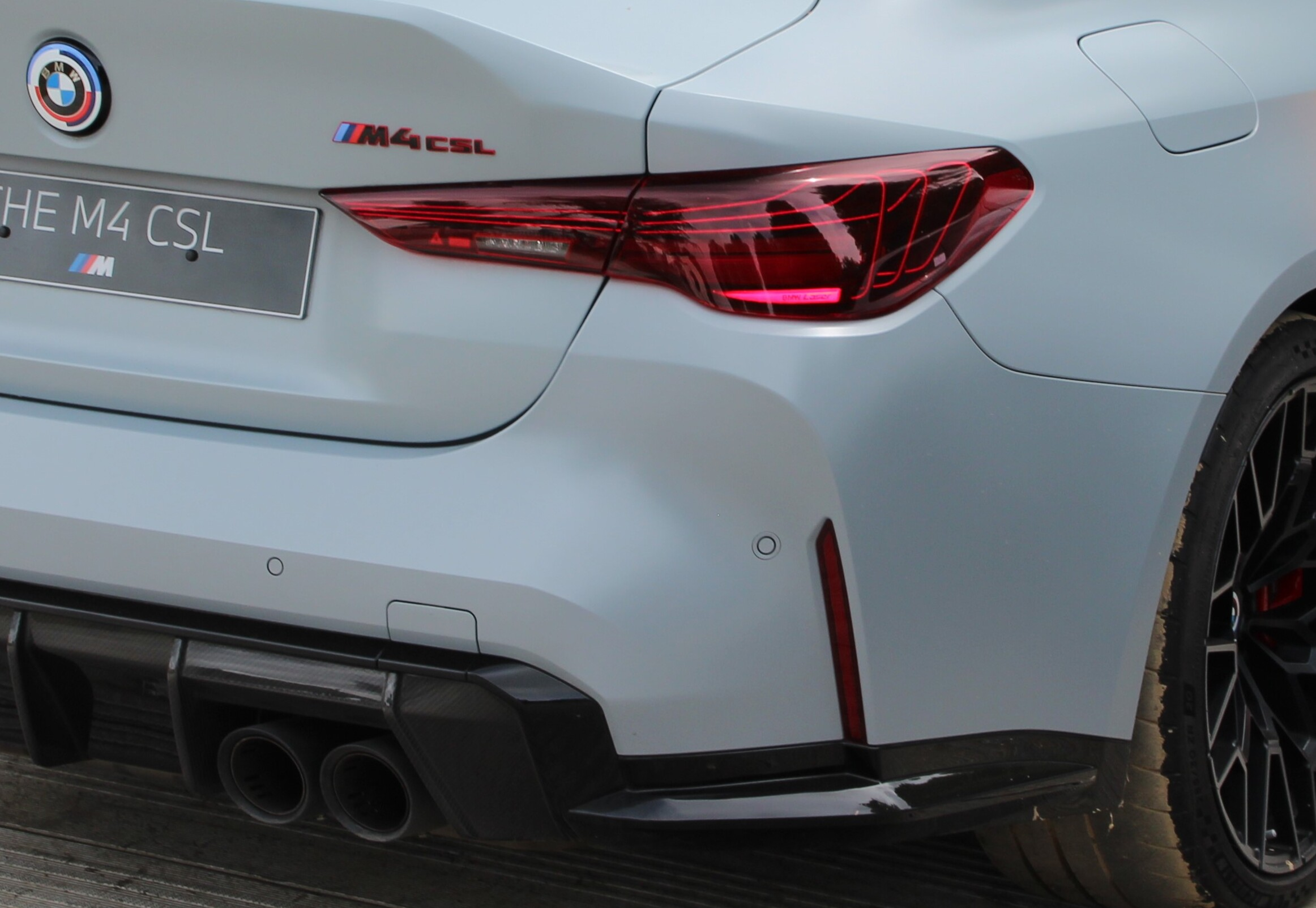
Laser-Rücklicht eines BMW M4 CSL

Ende Januar 2024 wurde für Coupé und Cabrio eine kleinere Modellpflege vorgestellt, die im März 2024 auf den Markt kam. Sie beinhaltet eine neue Lichtsignatur mit senkrechtem Tagfahrlicht und die Möglichkeit, die Fahrzeuge mit den Laser-Rückleuchten aus dem M4 CSL auszustatten; bei diesen werden fadenartige Elemente durch einen Laser erleuchtet. Das M Sportpaket beinhaltet nun Auspuffendrohre mit einem Durchmesser von 10 cm. Der Innenraum wurde unter anderem mit etwas anders geformten Luftausströmern und neuen Materialien überarbeitet.
Für das Gran Coupé und den i4 wurde eine Überarbeitung im April 2024 präsentiert. Die Markteinführung für diese Derivate war im Juli 2024.

### Zulassungszahlen in Deutschland
|  |

|  |

|  |

|  |

|  |

|  |

|  |

|  |

|  |

|  |

|  |

|  |

|  |

|  |

|  |

|  |

|  |

|  |

|  |

|  |

|  |

|  |

|  |

|  |

|  |

|  |

|  |

|  |

|  |

|  |

|  |

|  |

|  |

|  |

|  |

|  |

|  |

|  |

|  |

|  |

|  |

|  |

|  |

|  |

|  |

|  |

|  |

|  |

|  |

|  |

|  |

|  |

|  |

|  |

|  |

|  |

|  |

|  |

|  |

|  |

|  |

|  |

|  |

|  |

|  |

|  |

|  |

|  |

|  |

|  |

|  |

|  |

|  |

|  |

|  |

|  |

|  |

|  |

|  |

|  |

|  | Elektro (32.828) |

|  | Elektro (32.828) |

## Technische Daten
Die Antriebe kommen auch im BMW 3er G20 zum Einsatz, wobei die 4er-Reihe auf die schwächeren Antriebe sowie den Plug-in-Hybrid verzichtet. Der M440i sowie alle Dieselantriebe haben ein 48-Volt-Bordnetz. Alle Motoren erfüllen mindestens die Abgasnorm Euro 6d.

### Ottomotoren
|                                                                             | 420i                            | 420i                            | 420i xDrive                     | 430i                            | 430i xDrive                     | 430i xDrive                     | 430i                            | M440i                           | M440i xDrive                    | M440i xDrive                    | M4 [G82]                 | M4 [G82]                 | M4 Competition [G82]     | M4 Competition [G82]     | M4 Competition xDrive [G82] | M4 Competition xDrive [G82] | M4 CSL [G82]             | M4 CS [G82]              |
| --------------------------------------------------------------------------- | ------------------------------- | ------------------------------- | ------------------------------- | ------------------------------- | ------------------------------- | ------------------------------- | ------------------------------- | ------------------------------- | ------------------------------- | ------------------------------- | ------------------------ | ------------------------ | ------------------------ | ------------------------ | --------------------------- | --------------------------- | ------------------------ | ------------------------ |
| Bauzeit                                                                     | 10/2020–01/2024                 | seit 03/2024                    | 07/2021–01/2024                 | 07/2021–01/2024                 | 07/2021–01/2024                 | seit 03/2024                    | 10/2020–06/2021                 | 07/2021–01/2024                 | 10/2020–01/2024                 | seit 03/2024                    | 03/2021–01/2024          | seit 03/2024             | 03/2021–01/2024          | seit 03/2024             | 07/2021–01/2024             | seit 03/2024                | 05/2022–10/2022          | seit 07/2024             |
| Motorart                                                                    | Ottomotor                       | Ottomotor                       | Ottomotor                       | Ottomotor                       | Ottomotor                       | Ottomotor                       | Ottomotor                       | Ottomotor                       | Ottomotor                       | Ottomotor                       | Ottomotor                | Ottomotor                | Ottomotor                | Ottomotor                | Ottomotor                   | Ottomotor                   | Ottomotor                | Ottomotor                |
| Motorbauart                                                                 | R4                              | R4                              | R4                              | R4                              | R4                              | R4                              | R4                              | R6                              | R6                              | R6                              | R6                       | R6                       | R6                       | R6                       | R6                          | R6                          | R6                       | R6                       |
| Motorbezeichnung                                                            | B48B20                          | B48B20                          | B48B20                          | B48O1ZIK                        | B48O1ZIK                        | B48O1ZIK                        | B48B20                          | B58B30TÜ1                       | B58B30TÜ1                       | B58B30TÜ1                       | S58B30T0                 | S58B30T0                 | S58B30T0                 | S58B30T0                 | S58B30T0                    | S58B30T0                    | S58B30T0                 | S58B30T0                 |
| Gemischaufbereitung                                                         | Benzindirekteinspritzung        | Benzindirekteinspritzung        | Benzindirekteinspritzung        | Benzindirekteinspritzung        | Benzindirekteinspritzung        | Benzindirekteinspritzung        | Benzindirekteinspritzung        | Benzindirekteinspritzung        | Benzindirekteinspritzung        | Benzindirekteinspritzung        | Benzindirekteinspritzung | Benzindirekteinspritzung | Benzindirekteinspritzung | Benzindirekteinspritzung | Benzindirekteinspritzung    | Benzindirekteinspritzung    | Benzindirekteinspritzung | Benzindirekteinspritzung |
| Motoraufladung                                                              | Twin-Scroll-Abgasturbolader (1) | Twin-Scroll-Abgasturbolader (1) | Twin-Scroll-Abgasturbolader (1) | Twin-Scroll-Abgasturbolader (1) | Twin-Scroll-Abgasturbolader (1) | Twin-Scroll-Abgasturbolader (1) | Twin-Scroll-Abgasturbolader (1) | Twin-Scroll-Abgasturbolader (1) | Twin-Scroll-Abgasturbolader (1) | Twin-Scroll-Abgasturbolader (1) | Biturbo                  | Biturbo                  | Biturbo                  | Biturbo                  | Biturbo                     | Biturbo                     | Biturbo                  | Biturbo                  |
| variable Ventilsteuerung                                                    | Valvetronic                     | Valvetronic                     | Valvetronic                     | Valvetronic                     | Valvetronic                     | Valvetronic                     | Valvetronic                     | Valvetronic                     | Valvetronic                     | Valvetronic                     | Valvetronic              | Valvetronic              | Valvetronic              | Valvetronic              | Valvetronic                 | Valvetronic                 | Valvetronic              | Valvetronic              |
| Hubraum                                                                     | 1998 cm³                        | 1998 cm³                        | 1998 cm³                        | 1998 cm³                        | 1998 cm³                        | 1998 cm³                        | 1998 cm³                        | 2998 cm³                        | 2998 cm³                        | 2998 cm³                        | 2993 cm³                 | 2993 cm³                 | 2993 cm³                 | 2993 cm³                 | 2993 cm³                    | 2993 cm³                    | 2993 cm³                 | 2993 cm³                 |
| max. Leistung bei 1/min                                                     | 135 kW (184 PS)/ 5000–6500      | 135 kW (184 PS)/ 5000–6500      | 135 kW (184 PS)/ 5000–6500      | 180 kW (245 PS)/ 4500–6500      | 180 kW (245 PS)/ 4500–6500      | 180 kW (245 PS)/ 4500–6500      | 190 kW (258 PS)/ 5000–6500      | 275 kW (374 PS)/ 5500–6500      | 275 kW (374 PS)/ 5500–6500      | 275 kW (374 PS)/ 5500–6500      | 353 kW (480 PS)/ 6250    | 353 kW (480 PS)/ 6250    | 375 kW (510 PS)/ 6250    | 375 kW (510 PS)/ 6250    | 375 kW (510 PS)/ 6250       | 390 kW (530 PS)/ 6250       | 405 kW (550 PS)/ 6250    | 405 kW (550 PS)/ 6250    |
| max. Drehmoment bei 1/min                                                   | 300 Nm/ 1350–4000               | 300 Nm/ 1350–4000               | 300 Nm/ 1350–4000               | 400 Nm/ 1600–4400               | 400 Nm/ 1600–4400               | 400 Nm/ 1600–4000               | 400 Nm/ 1550–4400               | 500 Nm/ 1900–5000               | 500 Nm/ 1900–5000               | 500 Nm/ 1900–5000               | 550 Nm/ 2650–6130        | 550 Nm/ 2650–6130        | 650 Nm/ 2750–5500        | 650 Nm/ 2750–5500        | 650 Nm/ 2750–5500           | 650 Nm/ 2750–5730           | 650 Nm/ 2750–5950        | 650 Nm/ 2750–5950        |
| Getriebe, serienmäßig                                                       | 8-Gang-Automatikgetriebe        | 8-Gang-Automatikgetriebe        | 8-Gang-Automatikgetriebe        | 8-Gang-Automatikgetriebe        | 8-Gang-Automatikgetriebe        | 8-Gang-Automatikgetriebe        | 8-Gang-Automatikgetriebe        | 8-Gang-Automatikgetriebe        | 8-Gang-Automatikgetriebe        | 8-Gang-Automatikgetriebe        | 6-Gang-Schaltgetriebe    | 6-Gang-Schaltgetriebe    | 8-Gang-Automatikgetriebe | 8-Gang-Automatikgetriebe | 8-Gang-Automatikgetriebe    | 8-Gang-Automatikgetriebe    | 8-Gang-Automatikgetriebe | 8-Gang-Automatikgetriebe |
| Antrieb, serienmäßig                                                        | Hinterradantrieb                | Hinterradantrieb                | Allradantrieb                   | Hinterradantrieb                | Allradantrieb                   | Allradantrieb                   | Hinterradantrieb                | Hinterradantrieb                | Allradantrieb                   | Allradantrieb                   | Hinterradantrieb         | Hinterradantrieb         | Hinterradantrieb         | Hinterradantrieb         | Allradantrieb               | Allradantrieb               | Hinterradantrieb         | Allradantrieb            |
| Leergewicht in kg Coupé                                                     | 1600                            | 1600                            | 1665                            | 1620                            | 1680                            | 1680                            | 1620                            | 1770                            | 1815                            | 1810                            | 1775                     | 1775                     | 1800                     | 1800                     | 1865                        | 1850                        | 1700                     | 1835                     |
| Leergewicht in kg Cabriolet                                                 | 1765                            | 1765                            | —                               | 1790                            | 1840                            | 1790                            | 1790                            | 1925                            | 1965                            | 1965                            | —                        | —                        | —                        | —                        | 1995                        | 2000                        | —                        | —                        |
| Leergewicht in kg Gran Coupé                                                | 1695                            | 1695                            | —                               | 1720                            | 1775                            | 1775                            | —                               | 1840                            | 1900                            | 1900                            | —                        | —                        | —                        | —                        | —                           | —                           | —                        | —                        |
| Beschleunigung, 0–100 km/h in s Coupé                                       | 7,5                             | 7,5                             | 7,8                             | 5,9                             | 5,7                             | 5,7                             | 5,8                             | 4,8                             | 4,5                             | 4,5                             | 4,2                      | 4,2                      | 3,9                      | 3,9                      | 3,5                         | 3,5                         | 3,7                      | 3,4                      |
| Beschleunigung, 0–100 km/h in s Cabriolet                                   | 8,2                             | 8,2                             | —                               | 6,4                             | 6,3                             | 6,4                             | 6,2                             | 5,2                             | 4,9                             | 4,9                             | —                        | —                        | —                        | —                        | 3,7                         | 3,7                         | —                        | —                        |
| Beschleunigung, 0–100 km/h in s Gran Coupé                                  | 7,9                             | 7,9                             | —                               | 6,2                             | 6,1                             | 6,1                             | —                               | 5,0                             | 4,7                             | 4,7                             | —                        | —                        | —                        | —                        | —                           | —                           | —                        | —                        |
| Höchstgeschwindigkeit in km/h Coupé                                         | 240                             | 240                             | 238                             | 250                             | 250                             | 250                             | 250                             | 250                             | 250                             | 250                             | 250 290 (1)              | 250 290 (1)              | 250 290 (1)              | 250 290 (1)              | 250 290 (1)                 | 250 290 (1)                 | 307                      | 302                      |
| Höchstgeschwindigkeit in km/h Cabriolet                                     | 236                             | 236                             | —                               | —                               | —                               | —                               | —                               | 250                             | 250                             | 250                             | 250 280 (1)              | 250 280 (1)              | —                        | —                        |                             |                             |                          |                          |
| Höchstgeschwindigkeit in km/h Gran Coupé                                    | 235                             | 235                             | —                               | 250                             | 250                             | 250                             | —                               | 250                             | 250                             | 250                             | —                        | —                        | —                        | —                        | —                           | —                           | —                        | —                        |
| Kraftstoffverbrauch, nach EWG-Richtlinie, kombiniert in l/100 km Coupé      | 6,3–7,1                         | 7,1                             | 6,6–7,5                         | 6,6–7,4                         | 6,9–7,7                         | 7,7                             | 5,7–6,1                         | 7,4–8,1                         | 7,5–8,2                         | 8,5                             | 9,9–10,1                 | 10,0–10,1                | 9,8                      | 9,8–9,9                  | 10,1                        | 10,0–10,1                   | 9,8–10,1                 | 10,2                     |
| Kraftstoffverbrauch, nach EWG-Richtlinie, kombiniert in l/100 km Cabriolet  | 6,7–7,4                         | 7,4                             | —                               | 6,9–7,7                         | 7,3–8,1                         | 8,0                             | 6,0–6,4                         | 7,7–8,3                         | 7,8–8,4                         | 8,7                             | —                        | —                        | —                        | —                        | 10,2                        | 10,2–10,3                   | —                        | —                        |
| Kraftstoffverbrauch, nach EWG-Richtlinie, kombiniert in l/100 km Gran Coupé | 6,6–7,3                         | 7,3                             | —                               | 6,8–7,6                         | 7,1–7,9                         | 7,8                             | —                               | 7,6–8,2                         | 8,0–8,5                         | 8,8                             | —                        | —                        | —                        | —                        | —                           | —                           | —                        | —                        |
| CO2-Emission mit Seriengetriebe, kombiniert in g/km Coupé                   | 143–162                         | 161                             | 151–170                         | 149–168                         | 157–176                         | 175                             | 131–141                         | 167–184                         | 170–186                         | 192                             | 226–230                  | 228–230                  | 223–224                  | 221–223                  | 227–229                     | 226–229                     | 222–227                  | 232                      |
| CO2-Emission mit Seriengetriebe, kombiniert in g/km Cabriolet               | 152–170                         | 169                             | —                               | 158–176                         | 166–183                         | 182                             | 138–147                         | 175–190                         | 177–192                         | 197                             | —                        | —                        | —                        | —                        | 231–233                     | 231–233                     | —                        | —                        |
| CO2-Emission mit Seriengetriebe, kombiniert in g/km Gran Coupé              | 150–166                         | 166                             | —                               | 156–173                         | 162–180                         | 177                             | —                               | 172–185                         | 181–193                         | 199                             | —                        | —                        | —                        | —                        | —                           | —                           | —                        | —                        |
| Tankinhalt                                                                  | 59 l                            | 59 l                            | 59 l                            | 59 l                            | 59 l                            | 59 l                            | 59 l                            | 59 l                            | 59 l                            | 59 l                            | 59 l                     | 59 l                     | 59 l                     | 59 l                     | 59 l                        | 59 l                        | 59 l                     | 59 l                     |
| Abgasnorm nach EU-Klassifikation                                            | Euro 6d                         | Euro 6e                         | Euro 6d                         | Euro 6d                         | Euro 6d                         | Euro 6e                         | Euro 6d                         | Euro 6d                         | Euro 6d                         | Euro 6e                         | Euro 6d                  | Euro 6e                  | Euro 6d                  | Euro 6e                  | Euro 6d                     | Euro 6e                     | Euro 6d                  | Euro 6e                  |

### Dieselmotoren
|                                                                             | 420d                           | 420d                           | 420d xDrive                    | 420d xDrive                    | 430d                           | 430d                           | 430d xDrive                    | 430d xDrive                    | M440d xDrive                   | M440d xDrive                   |
| --------------------------------------------------------------------------- | ------------------------------ | ------------------------------ | ------------------------------ | ------------------------------ | ------------------------------ | ------------------------------ | ------------------------------ | ------------------------------ | ------------------------------ | ------------------------------ |
| Bauzeit                                                                     | 10/2020–01/2024                | seit 03/2024                   | 10/2020–01/2024                | seit 03/2024                   | 07/2021–01/2024                | seit 03/2024                   | 03/2021–01/2024                | seit 03/2024                   | 03/2021–01/2024                | seit 03/2024                   |
| Motorart                                                                    | Dieselmotor                    | Dieselmotor                    | Dieselmotor                    | Dieselmotor                    | Dieselmotor                    | Dieselmotor                    | Dieselmotor                    | Dieselmotor                    | Dieselmotor                    | Dieselmotor                    |
| Motorbauart                                                                 | R4                             | R4                             | R4                             | R4                             | R6                             | R6                             | R6                             | R6                             | R6                             | R6                             |
| Motorbezeichnung                                                            | B47D20TÜ1                      | B47D20TÜ1                      | B47D20TÜ1                      | B47D20TÜ1                      | B57D30                         | B57D30                         | B57D30                         | B57D30                         | B57D30                         | B57D30                         |
| Gemischaufbereitung                                                         | Common-Rail-Direkteinspritzung | Common-Rail-Direkteinspritzung | Common-Rail-Direkteinspritzung | Common-Rail-Direkteinspritzung | Common-Rail-Direkteinspritzung | Common-Rail-Direkteinspritzung | Common-Rail-Direkteinspritzung | Common-Rail-Direkteinspritzung | Common-Rail-Direkteinspritzung | Common-Rail-Direkteinspritzung |
| Motoraufladung                                                              | zwei Turbolader (2)            | zwei Turbolader (2)            | zwei Turbolader (2)            | zwei Turbolader (2)            | zwei Turbolader                | zwei Turbolader                | zwei Turbolader                | zwei Turbolader                | zwei Turbolader                | zwei Turbolader                |
| Hubraum                                                                     | 1995 cm³                       | 1995 cm³                       | 1995 cm³                       | 1995 cm³                       | 2993 cm³                       | 2993 cm³                       | 2993 cm³                       | 2993 cm³                       | 2993 cm³                       | 2993 cm³                       |
| max. Leistung bei 1/min                                                     | 140 kW (190 PS)/ 4000          | 140 kW (190 PS)/ 4000          | 140 kW (190 PS)/ 4000          | 140 kW (190 PS)/ 4000          | 210 kW (286 PS)/ 4000          | 210 kW (286 PS)/ 4000          | 210 kW (286 PS)/ 4000          | 210 kW (286 PS)/ 4000          | 250 kW (340 PS)/ 4400          | 250 kW (340 PS)/ 4400          |
| max. Drehmoment bei 1/min                                                   | 400 Nm/ 1750–2500              | 400 Nm/ 1750–2500              | 400 Nm/ 1750–2500              | 400 Nm/ 1750–2500              | 650 Nm/ 1500–2500              | 650 Nm/ 1500–2500              | 650 Nm/ 1500–2500              | 650 Nm/ 1500–2500              | 700 Nm/ 1750–2250              | 700 Nm/ 1750–2250              |
| Getriebe, serienmäßig                                                       | 8-Gang-Automatikgetriebe       | 8-Gang-Automatikgetriebe       | 8-Gang-Automatikgetriebe       | 8-Gang-Automatikgetriebe       | 8-Gang-Automatikgetriebe       | 8-Gang-Automatikgetriebe       | 8-Gang-Automatikgetriebe       | 8-Gang-Automatikgetriebe       | 8-Gang-Automatikgetriebe       | 8-Gang-Automatikgetriebe       |
| Antrieb, serienmäßig                                                        | Hinterradantrieb               | Hinterradantrieb               | Allradantrieb                  | Allradantrieb                  | Hinterradantrieb               | Hinterradantrieb               | Allradantrieb                  | Allradantrieb                  | Allradantrieb                  | Allradantrieb                  |
| Leergewicht in kg Coupé                                                     | 1680                           | 1680                           | 1745                           | 1745                           | —                              | —                              | 1855                           | 1845                           | 1905                           | 1895                           |
| Leergewicht in kg Cabriolet                                                 | 1850                           | 1850                           | —                              | —                              | 1955                           | 1960                           | —                              | —                              | 2055                           | 2055                           |
| Leergewicht in kg Gran Coupé                                                | 1780                           | 1780                           | 1835                           | 1835                           | —                              | —                              | 1920                           | 1920                           | —                              | —                              |
| Beschleunigung, 0–100 km/h in s Coupé                                       | 7,1                            | 7,1                            | 7,4                            | 7,4                            | —                              | —                              | 5,1                            | 5,1                            | 4,6                            | 4,6                            |
| Beschleunigung, 0–100 km/h in s Cabriolet                                   | 7,6                            | 7,6                            | —                              | —                              | 5,8                            | 5,8                            | —                              | —                              | 5,0                            | 5,0                            |
| Beschleunigung, 0–100 km/h in s Gran Coupé                                  | 7,3                            | 7,3                            | 7,6                            | 7,6                            | —                              | —                              | 5,3                            | 5,3                            | —                              | —                              |
| Höchstgeschwindigkeit in km/h Coupé                                         | 240                            | 240                            | 238                            | 238                            | —                              | —                              | 250                            | 250                            | 250                            | 250                            |
| Höchstgeschwindigkeit in km/h Cabriolet                                     | 236                            | 236                            | —                              | —                              | 250                            | 250                            | —                              | —                              | 250                            | 250                            |
| Höchstgeschwindigkeit in km/h Gran Coupé                                    | 235                            | 235                            | 233                            | 233                            | —                              | —                              | 250                            | 250                            | —                              | —                              |
| Kraftstoffverbrauch, nach EWG-Richtlinie, kombiniert in l/100 km Coupé      | 4,6–5,3                        | 5,5                            | 4,9–5,6                        | 5,9                            | —                              | —                              | 5,2–5,9                        | 6,2                            | 5,7–6,3                        | 6,7                            |
| Kraftstoffverbrauch, nach EWG-Richtlinie, kombiniert in l/100 km Cabriolet  | 4,9–5,6                        | 5,9                            | —                              | —                              | 5,3–6,0                        | 5,9                            | —                              |                                | 6,0–6,6                        | 6,9                            |
| Kraftstoffverbrauch, nach EWG-Richtlinie, kombiniert in l/100 km Gran Coupé | 4,8–5,4                        | 5,6                            | 5,1–5,7                        | 6,0                            | —                              | —                              | 5,5–6,0                        | 6,3                            | —                              | —                              |
| CO2-Emission mit Seriengetriebe, kombiniert in g/km Coupé                   | 119–139                        | 144                            | 129–147                        | 154                            | —                              | —                              | 137–155                        | 162                            | 150–165                        | 175                            |
| CO2-Emission mit Seriengetriebe, kombiniert in g/km Cabriolet               | 128–146                        | 153                            | —                              | —                              | 139–156                        | 154                            | —                              | —                              | 157–172                        | 182                            |
| CO2-Emission mit Seriengetriebe, kombiniert in g/km Gran Coupé              | 126–141                        | 146                            | 133–150                        | 156                            | —                              | —                              | 145–158                        | 166                            | —                              | —                              |
| Tankinhalt                                                                  | 59 l 18,9 l AdBlue             | 59 l 18,9 l AdBlue             | 59 l 18,9 l AdBlue             | 59 l 18,9 l AdBlue             | 59 l 18,9 l AdBlue             | 59 l 18,9 l AdBlue             | 59 l 18,9 l AdBlue             | 59 l 18,9 l AdBlue             | 59 l 18,9 l AdBlue             | 59 l 18,9 l AdBlue             |
| Abgasnorm nach EU-Klassifikation                                            | Euro 6d                        | Euro 6e                        | Euro 6d                        | Euro 6e                        | Euro 6d                        | Euro 6e                        | Euro 6d                        | Euro 6e                        | Euro 6d                        | Euro 6e                        |

### Elektromotoren
|                                                                     | i4 eDrive35                         | i4 eDrive40                         | i4 xDrive40                                 | i4 M50                                                        | i4 M60                                      |
| ------------------------------------------------------------------- | ----------------------------------- | ----------------------------------- | ------------------------------------------- | ------------------------------------------------------------- | ------------------------------------------- |
| Bauzeit                                                             | seit 08/2022                        | seit 11/2021                        | seit 07/2024                                | 11/2021–05/2025                                               | ab 07/2025                                  |
| Motorart                                                            | Fremderregte Synchronmaschine       | Fremderregte Synchronmaschine       | Fremderregte Synchronmaschine               | Fremderregte Synchronmaschine                                 | Fremderregte Synchronmaschine               |
| Motorcode                                                           | Hinterachse: HA0001N0               | Hinterachse: HA0001N0               | Vorderachse: HA0002N0 Hinterachse: HA0003N0 | Vorderachse: HA0002N0 Hinterachse: HA0003N0                   | Vorderachse: HA0002N0 Hinterachse: HA0003N0 |
| Dauerleistung (30 min)                                              | 80 kW (109 PS)                      | 105 kW (143 PS)                     | 125 kW (170 PS)                             | 125 kW (170 PS)                                               | 145 kW (197 PS)                             |
| max. Leistung bei 1/min                                             | 210 kW (286 PS)/ 6000               | 250 kW (340 PS)/ 8000–17000         | 295 kW (401 PS)                             | 400 kW (544 PS)/ 8000–17000                                   | 442 kW (601 PS)                             |
| max. Drehmoment bei 1/min                                           | 400 Nm/ 0–4500                      | 430 Nm/ 0–5000                      | 600 Nm                                      | 795 Nm/ 0–5000                                                | 795 Nm                                      |
| Getriebe, serienmäßig                                               | Festübersetzung 11,12               | Festübersetzung 11,12               |                                             | Festübersetzung Vorderachse: 8,77 Hinterachse: 9,37 bzw. 9,35 |                                             |
| Antrieb, serienmäßig                                                | Hinterradantrieb                    | Hinterradantrieb                    | Allradantrieb                               | Allradantrieb                                                 | Allradantrieb                               |
| Anhängelast ungebremst/gebremst:                                    | 750/1600 kg                         | 750/1600 kg                         | 750/1600 kg                                 | 750/1600 kg                                                   | 750/1600 kg                                 |
| Beschleunigung, 0–100 km/h in s                                     | 6,0 s                               | 5,6 s                               | 5,1 s                                       | 3,9 s                                                         | 3,7 s                                       |
| Höchstgeschwindigkeit in km/h                                       | 190                                 | 190                                 | 200                                         | 225                                                           | 225                                         |
| Leergewicht in kg                                                   | 2065                                | 2125                                | 2260                                        | 2290                                                          | 2285                                        |
| Energieverbrauch, nach WLTP, kombiniert in kWh/100 km               | 15,1–19,3                           | 15,4–19,4                           | 16,6–20,5                                   | 17,5–22,0                                                     | 20,9                                        |
| Reichweite nach WLTP                                                | 386–500 km                          | 468–600 km                          | 444–548 km                                  | 413–522 km                                                    | 433–551 km                                  |
| Strömungswiderstandskoeffizient (cw)                                | 0,24                                | 0,24                                |                                             | 0,25                                                          |                                             |
| Nettoenergieinhalt des Akkumulators                                 | Lithium-Ionen-Akkumulator: 66,0 kWh | Lithium-Ionen-Akkumulator: 80,7 kWh | Lithium-Ionen-Akkumulator: 80,7 kWh         | Lithium-Ionen-Akkumulator: 80,7 kWh                           | Lithium-Ionen-Akkumulator: 81,1 kWh         |
| Ladedauer AC 11 kW 100 % (Typ 2) Ladedauer DC (10 % bis 80 %) (CCS) | 7 h 32 min                          | 8,5 h 31 min                        | 8,5 h 31 min                                | 8,5 h 31 min                                                  | 8,5 h 30 min                                |